# Promozione Veneto 1986-1987
Nella stagione 1986-1987 la Promozione era il sesto livello del calcio italiano (il massimo livello regionale). Qui vi sono le statistiche relative al campionato in Veneto.
Il campionato è strutturato in vari gironi all'italiana su base regionale, gestiti dai Comitati Regionali di competenza. Promozioni alla categoria superiore e retrocessioni in quella inferiore non erano sempre omogenee; erano quantificate all'inizio del campionato dal Comitato Regionale secondo le direttive stabilite dalla Lega Nazionale Dilettanti, ma flessibili, in relazione al numero delle società retrocesse dal Campionato Interregionale e perciò, a seconda delle varie situazioni regionali, la fine del campionato poteva avere degli spareggi sia di promozione che di retrocessione.

## Girone A

### Squadre partecipanti
| Club                         | Città                         |
| ---------------------------- | ----------------------------- |
| A.C. Abano                   | Abano Terme (PD)              |
| A.C. Alpilatte Zanè          | Zanè (VI)                     |
| U.S. Azzurra Sandrigo        | Sandrigo (VI)                 |
| U.S. Bagnoli                 | Bagnoli di Sopra (PD)         |
| A.C. Cavarzere               | Cavarzere (VE)                |
| A.C. Galzignano Terme        | Galzignano Terme (PD)         |
| A.C. Luparense               | San Martino di Lupari (PD)    |
| Monselice Calcio             | Monselice (PD)                |
| S.C. Nova Gens               | Noventa Vicentina (VI)        |
| G.S. Olympia Domiro Montorio | Montorio Veronese (VR)        |
| U.S. Pollo Miglioranza       | Villafranca di Verona (VR)    |
| A.C. San Martino B.A.        | San Martino Buon Albergo (VR) |
| A.S.C. Sommacampagna         | Sommacampagna (VR)            |
| A.C. Thiene                  | Thiene (VI)                   |
| A.C. Tregnago                | Tregnago (VR)                 |
| A.C. Trissino                | Trissino (VI)                 |

### Classifica finale
|  | Pos. | Squadra                 | Pt | G  | V  | N  | P  | GF | GS | DR  |
|  | ---- | ----------------------- | -- | -- | -- | -- | -- | -- | -- | --- |
|  | 1.   | Nova Gens               | 43 | 30 | 17 | 9  | 4  | 49 | 28 | +21 |
|  | 2.   | Trissino                | 38 | 30 | 13 | 12 | 5  | 38 | 23 | +15 |
|  | 3.   | Luparense               | 35 | 30 | 12 | 11 | 7  | 33 | 23 | +10 |
|  | 4.   | Pollo Miglioranza       | 35 | 30 | 13 | 9  | 8  | 33 | 27 | +6  |
|  | 5.   | Tregnago                | 33 | 30 | 14 | 5  | 11 | 27 | 27 | 0   |
|  | 6.   | Abano Terme             | 32 | 30 | 12 | 8  | 10 | 27 | 27 | 0   |
|  | 7.   | Cavarzere               | 31 | 30 | 8  | 15 | 7  | 33 | 23 | +10 |
|  | 8.   | Thiene                  | 29 | 30 | 7  | 15 | 8  | 29 | 31 | -2  |
|  | 9.   | San Martino B.A.        | 28 | 30 | 6  | 16 | 8  | 23 | 27 | -4  |
|  | 10.  | Alpilatte Zanè          | 27 | 30 | 5  | 17 | 8  | 30 | 33 | -3  |
|  | 11.  | Azzurra Sandrigo        | 27 | 30 | 6  | 15 | 9  | 22 | 27 | -5  |
|  | 12.  | Galzignano              | 26 | 30 | 6  | 14 | 10 | 18 | 25 | -7  |
|  | 13.  | Monselice Calcio        | 26 | 30 | 6  | 14 | 10 | 25 | 35 | -10 |
|  | 14.  | Sommacampagna           | 25 | 30 | 7  | 11 | 12 | 24 | 35 | -11 |
|  | 15.  | Bagnoli                 | 24 | 30 | 6  | 12 | 12 | 23 | 38 | -15 |
|  | 16.  | Olympia Domiro Montorio | 21 | 30 | 4  | 13 | 13 | 19 | 33 | -14 |

## Girone B

### Squadre partecipanti
| Club                      | Città                     |
| ------------------------- | ------------------------- |
| A.C. Camponogarese        | Camponogara (VE)          |
| A.S. Cornuda              | Cornuda (TV)              |
| A.S. Crea                 | Spinea (VE)               |
| U.S. Fulgor Salzano       | Salzano (VE)              |
| U.S. Fulgor Trevignano    | Trevignano (TV)           |
| S.P. Ge.Me.Az. S.Polo     | San Polo di Piave (TV)    |
| A.C. Jesolo               | Jesolo (VE)               |
| A.C. Liventina            | Motta di Livenza (TV)     |
| G.S. Mira                 | Mira                      |
| A.C. Pederobba            | Pederobba (TV)            |
| A.C. Ponte nelle Alpi     | Ponte nelle Alpi (BL)     |
| A.C. Pro Roncade          | Roncade (TV)              |
| A.C. Portogruaro          | Portogruaro (VE)          |
| G.S. Santa Lucia di Piave | Santa Lucia di Piave (TV) |
| A.C. Spinea               | Spinea (VE)               |
| A.C. Vedelago             | Vedelago (TV)             |

### Classifica finale
|  | Pos. | Squadra              | Pt | G  | V  | N  | P  | GF | GS | DR  |
|  | ---- | -------------------- | -- | -- | -- | -- | -- | -- | -- | --- |
|  | 1.   | Ge.Me.Az. San Polo   | 43 | 30 | 16 | 11 | 3  | 38 | 18 | +20 |
|  | 2.   | Ponte nelle Alpi     | 40 | 30 | 17 | 6  | 7  | 44 | 24 | +20 |
|  | 3.   | Vedelago             | 39 | 30 | 13 | 13 | 4  | 35 | 18 | +17 |
|  | 4.   | Spinea               | 34 | 30 | 13 | 8  | 9  | 31 | 29 | +2  |
|  | 5.   | Pro Roncade          | 32 | 30 | 10 | 12 | 8  | 39 | 29 | +10 |
|  | 6.   | Mira                 | 32 | 30 | 9  | 14 | 7  | 31 | 25 | +6  |
|  | 7.   | Jesolo               | 32 | 30 | 12 | 8  | 10 | 30 | 26 | +4  |
|  | 8.   | Crea                 | 31 | 30 | 7  | 18 | 5  | 28 | 26 | +2  |
|  | 9.   | Cornuda              | 30 | 30 | 10 | 10 | 10 | 25 | 25 | 0   |
|  | 10.  | Portogruaro Calcio   | 28 | 30 | 7  | 14 | 9  | 29 | 28 | +1  |
|  | 11.  | Fulgor Salzano       | 28 | 30 | 9  | 10 | 11 | 27 | 30 | -3  |
|  | 12.  | Pederobba            | 26 | 30 | 7  | 12 | 11 | 23 | 29 | -6  |
|  | 13.  | Santa Lucia di Piave | 25 | 30 | 7  | 11 | 12 | 20 | 33 | -13 |
|  | 14.  | Liventina            | 24 | 30 | 5  | 14 | 11 | 21 | 31 | -10 |
|  | 15.  | Camponogarese        | 24 | 30 | 7  | 10 | 13 | 26 | 42 | -16 |
|  | 16.  | Fulgor Trevignano    | 11 | 30 | 1  | 9  | 20 | 16 | 50 | -34 |

Nota: La Camponogarese fu retrocessa, ma successivamente fu riammessa.